# Митрашинци
Митрашинци (макед. Митрашинци) — село в Республике Македония, входит в общину Берово.
Село расположено в историко-географическом регионе Малешево, к северо-западу от административного центра общины — города Берово. Высота над уровнем моря — 786 м.

## История
В исторических источниках в 1621—1622 гг, село указано как Митрасин, в вилаете Малешева Османской империи, причём джизья взималась тогда с 64 домохозяев Митрасина.
В справочнике Ethnographie des Vilayets d'Andrinople, de Monastir et de Salonique (Этнография вилаетов Адрианополь, Монастир и Салоники) изданном в Константинополе на французском языке в 1873 году, село указано, как Митрошинци, в котором было 180 домохозяйств и население 685 жителей — болгар. В 1900 году здесь проживало 1150 македонцев—христиан. В 1905 году 1216 жителей села были прихожанами церкви Болгарской екзархии, в селе была школа.
В окрестностях села Митрашинци расположен ряд археологических объектов:
- неолитическое селище Будица (см. на македонск.);
- селище позденеантичной эпохи и древнехристианская церковь Манастир (см. на македонск.);
- древнехристианская церковь Святого Илии (см. на македонск.);
- селище древнеримской эпохи Шумутница (см. на македонск.);
- средневековое селище Селиште (см. на македонск.);
- средневековый некрополь Дивидия (см. на македонск.).

## Население
Этническая структура населения в селе по переписи населения 2002 года:
- македонцы — 728 жителей;
- сербы — 1 житель.